# ZIS-16
Der ZIS-16 (russisch ЗИС-16) war ein Bus des sowjetischen Herstellers Sawod imeni Stalina, kurz ZIS. Heute ist kein erhaltenes Fahrzeug dieses Typs mehr bekannt.

## Beschreibung

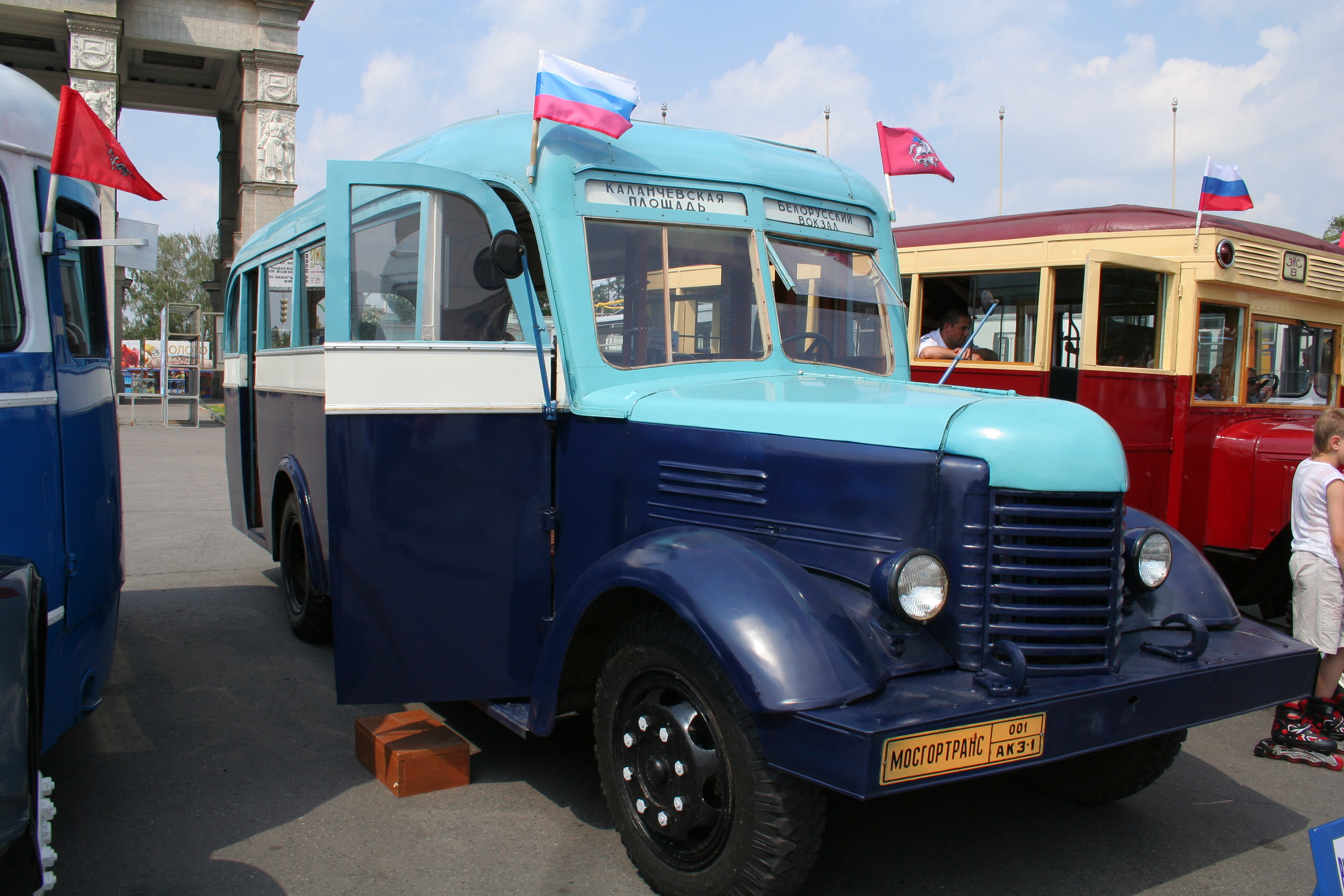
AKZ-1 von 1947 mit gekürzter Karosserie des ZIS-16 (2010)

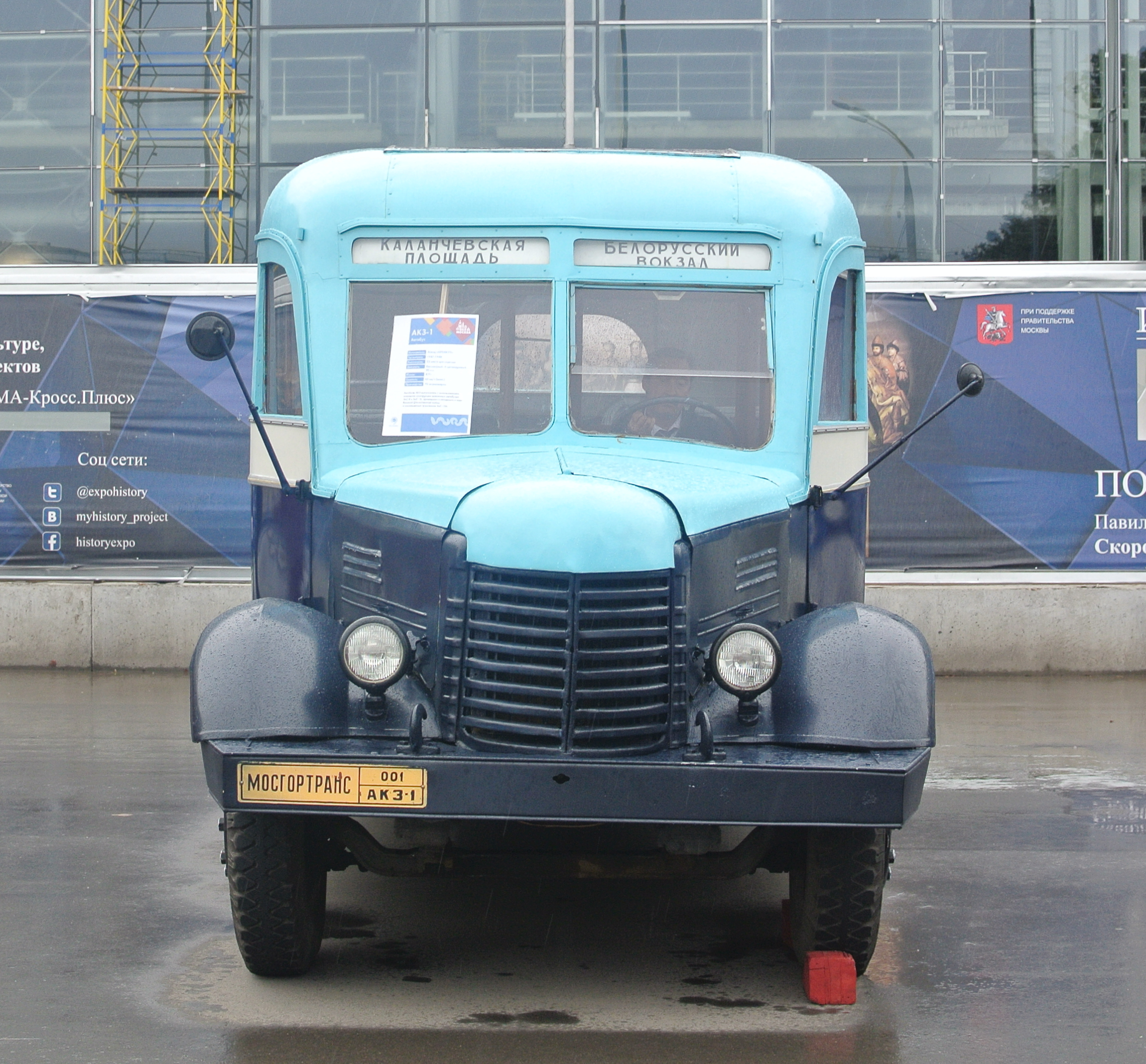
Frontansicht des AKZ-1, Teile der Front des Lastwagens ZIS-150 sind übernommen

Im Jahr 1938 wurde als Ersatz für den ZIS-8 der ZIS-16 eingeführt. Er war ebenfalls mit dem Motor des Lastwagens ZIS-5 ausgestattet, welcher jedoch Leichtmetallzylinderköpfe, eine höhere Verdichtung und somit eine von 73 PS auf 85 PS gesteigerte Leistung besaß. Aufgrund der Leistungssteigerung und dem Einbau in den Bus wurde das Triebwerk in ZIS-16 umbenannt. Auch das Fahrgestell wurde vom ZIS-5 unter leichten Modifikationen übernommen. Bereits 1942, nach anderen Quellen auch schon 1941, wurde die Produktion eingestellt. Bis 1946 wurden kriegsbedingt keine Busse bei ZIS gefertigt. 
Unter der Bezeichnung ZIS-17 wurde 1939 der Prototyp eines Nachfolgers gebaut. Er ging jedoch kriegsbedingt nie in Serie.
Gegenüber dem Vorgängermodell galt der ZIS-16 zur damaligen Zeit als komfortabel. Er war mit Polstersitzen und hydraulischen Stoßdämpfern ausgestattet, was Ende der 1930er Jahre nicht als selbstverständlich angesehen werden kann. Dem steht entgegen, dass das Fahrzeug auf einem LKW-Rahmen aufgebaut wurde, der technisch auf dem Stand der 1920er Jahre war. Auch war die Bestuhlung im Innenraum eng, der mittige Durchgang für die Passagiere sehr schmal.
Im Zweiten Weltkrieg wurden einige der Busse als Ambulanzfahrzeuge umgerüstet. Auch die Rote Armee nutzte die Busse, wodurch viele im Kriegsgeschehen verloren gingen. Im Dienste der Armee hatten sie üblicherweise eine Farbgebung in Khaki und wurden zum Beispiel für den Transport von Verwundeten genutzt. Auch gab es eine Variante als mobilen Kommandostand.
Einige Busse fielen in den 1940er Jahren der Wehrmacht in die Hände und wurden dort weiterverwendet.
In den Jahren 1947 und 1948 wurde vom Autowerk „Aremkuz“ ein Teil der erhaltenen Fahrzeuge umgebaut, sie erhielten die Bezeichnung AKZ-1. Dabei wurde die Buskarosserie auf Fahrgestelle vom Lastwagen ZIS-150 gesetzt und gleichzeitig gekürzt. Außerdem wurde das Blechkleid der Front teilweise vom Lastwagen übernommen, insbesondere der Kühlergrill. Bereits 1953 jedoch waren fast alle Busse dieses Typs wieder aus dem öffentlichen Linienverkehr verschwunden. Mindestens ein Exemplar ist in restauriertem Zustand erhalten geblieben.

## Technische Daten
- Stückzahl gebaut: 3250
- Produktionszeitraum: 1938–1942 (nach anderen Quellen auch nur bis 1941)
- Sitzplätze: 26
- Stehplätze: 8
- Passagiere insgesamt: 34

Antriebsdaten
- Motor: Sechszylinder-Ottomotor vom Typ „ZIS-16“
- Hubraum: 5555 cm³
- Leistung: 62,5 kW (85 PS)
- Verdichtung: 5,7:1
- Kraftstoffverbrauch: 37 l/100 km
- Kraftstoffvorrat: 110 l
- Getriebe: 4-Gang-Schaltgetriebe
- Antriebsformel: (4×2)
- Höchstgeschwindigkeit: 65 km/h

Abmessungen und Gewichte
- Länge: 8525 mm
- Breite: 2400 mm
- Höhe: 2800 mm
- Bodenfreiheit: 270 mm
- Radstand: 4970 mm
- Leergewicht: 5100 kg
- max. Zuladung: 1820 kg
- Zulässiges Gesamtgewicht: 6920 kg